# 綏遠特別區
綏遠特別區是民國初年的行政区划，当时，袁世凱主导下的北洋政府為加強對蒙古地區的統治，便大力推行民政統治制度，分別在內蒙古劃置3个特別區（熱河、察哈爾、綏遠）。
民國二年（1914年）1月，北洋政府公布設置綏遠特別區，將原先由山西省管轄的歸綏道12縣，改由綏遠城將軍管轄，還有歸化城土默特左、右二旗，伊克昭盟和烏蘭察布盟也劃歸綏遠特別區。1914年7月设立绥远道，所辖12个厅改为县。
1928年改稱綏遠省。